# كيوشي كوباياشي
كيوشي كوباياشي (باليابانية: 小林清志) هو ممثل ياباني، ولد في 11 يناير 1933 بطوكيو في اليابان. من الجوائز التي نالها Seiyu Awards ‏ سنة 2017.

## أعمال

### أفلام
- (1979)  قلعة كاجليسترو
- (1996)  ديد أور لايف
- (2002)  خيال شارع بيكر
- (2013)  الفيلم

## جوائز
- Seiyu Awards [الإنجليزية]‏ (2017)

## وصلات خارجية
- كيوشي كوباياشي على موقع IMDb (الإنجليزية)
- كيوشي كوباياشي على موقع ميوزك برينز (الإنجليزية)
- كيوشي كوباياشي على موقع ديسكوغز (الإنجليزية)
- كيوشي كوباياشي على موقع قاعدة بيانات الفيلم (الإنجليزية)
- كيوشي كوباياشي على موقع ANN person (الإنجليزية)